# Serafim Fernandes de Araújo
Serafim Fernandes de Araújo (Minas Novas, Minas Gerais, 13 de agosto de 1924-Belo Horizonte, 8 de octubre de 2019) fue un cardenal brasileño, arzobispo emérito de Belo Horizonte.

## Biografía

### Sacerdocio
Fue ordenado sacerdote el 12 de marzo de 1949 para la arquidiócesis de Diamantina y se doctoró en teología y derecho canónico en la Pontificia Universidad Gregoriana (Roma).
Fue párroco en Gouveia y enseñó derecho canónico en el seminario provincial de Diamantina, además de ser cabeza de la oficina de catequesis y enseñanza de la religión en la universidad local de docentes.

### Episcopado
El 19 de enero de 1959 fue nombrado obispo titular de Verinopolis y obispo auxiliar de Belo Horizonte por el papa Juan XXIII. Recibió la ordenación episcopal el 7 de mayo de 1959.
Fue uno de los participantes en el Concilio Vaticano II.
El 22 de noviembre de 1982 fue nombrado coadjutor de la misma sede y se convirtió en su tercer arzobispo, el 5 de febrero de 1986. Su ministerio pastoral siempre se ha centrado en la educación y la comunicación social, y en octubre de 1992 fue elegido por Juan Pablo II para ser uno de los tres copresidentes de la IV Conferencia General del Episcopado Latinoamericano, celebrada en Santo Domingo.
Fue arzobispo emérito de Belo Horizonte desde el 28 de enero de 2004.

### Cardenalato
Fue creado y proclamado cardenal por el papa Juan Pablo II en el consistorio del 21 de febrero de 1998, con el título de San Luis María Grignion de Montfort.

### Fallecimiento
Murió a la edad de 95 años por complicaciones causadas por neumonía.